# Clewer
Clewer är en stadsdel i Windsor, i distriktet Windsor and Maidenhead, i grevskapet Berkshire, i England. Clewer var en civil parish fram till 1894 när blev den en del av Clewer Without och Clewer Within. Civil parish hade 9 766 invånare år 1891. Byn nämndes i Domedagsboken (Domesday Book) år 1086, och kallades då Clivore.